# دولیتل (فیلم)
دولیتل (انگلیسی: Dolittle) یا سفرهای دکتر دولیتل (انگلیسی: The Voyage of Doctor Doolittle) یک فیلم آمریکایی در ژانر ماجراجویی فانتزی به کارگردانی استیون گیگان است که در سال ۲۰۲۰ منتشر شد. گیگان فیلم‌نامه را به همراه دن گرگور و داگ مند و بر اساس داستانی از توماس شفرد به نگارش درآورده‌است. دولیتل اقتباسی از شخصیت دکتر دولیتل است که توسط هیو لافتینگ خلق شده و از دومین کتاب وی، سفرهای دکتر دولیتل الهام گرفته شده‌است. بعد از فیلم موزیکال دکتر دولیتل (۱۹۶۷) با بازی رکس هریسون و مجموعه فیلم‌های دکتر دولیتل (۲۰۰۹–۱۹۹۸) با بازی ادی مورفی، این سومین اقتباس سینمایی از شخصیت دکتر دولیتل است. رابرت داونی جونیور، آنتونیو باندراس و مایکل شین در این فیلم به ایفای نقش پرداخته‌اند و بازیگرانی چون جان سینا، رامی ملک، اما تامپسون، کمیل نانجیانی، اکتاویا اسپنسر، تام هالند، کریگ رابینسون، سلنا گومز، رالف فاینز و ماریون کوتیار به عنوان صداپیشه موجودات مختلف حضور دارند.
این پروژه در مارس ۲۰۱۷ و با بازی رابرت داونی جونیور آغاز شد، بقیه بازیگران در سال بعد به این فیلم پیوستند. فیلمبردای در مارس ۲۰۱۸ و در حوالی انگلستان انجام شد و تا ژوئن همان سال ادامه یافت. پس از نمایش آزمایشی در بهار سال ۲۰۱۹، فیلمبردای مجدداً و سه بار انجام شد.
دولیتل در ۱۷ ژانویه ۲۰۲۰، توسط یونیورسال پیکچرز در ایالات متحده اکران شد و با فروش ۲۴۹ میلیون دلاری به هفتمین فیلم پردرآمد سال ۲۰۲۰ تبدیل شد.

## داستان فیلم
جان دولیتل یک دکتر و دامپزشک بسیار مشهور در دوره ملکه ویکتوریا بریتانیا است که ۷ سال پس از مرگ همسرش به گوشه‌نشینی روی آورده و خود را در خانه‌اش به همراه حیوانات باغ‌وحش مخفی کرده‌است. نکته جالب اینجاست که او قادر است با حیوانات صحبت کند. ما زمانی که ملکه ویکتوریا در بستر بیماری می‌افتد، دکتر دولیتل مجبور می‌شود برای درمان علاج از طریق سفر دریایی قهرمانانه به همراه حیوانات خود به یک جزیره مرموزی عزیمت کند و در این راه با شوخ‌طبعی و شجاعت با موجودات اهریمنی بسیار عجیب و غریبی مثل دزدان دریایی نیز روبرو می‌شود.

## بازیگران
- رابرت داونی جونیور در نقش دکتر دولیتل: دامپزشک اهل کشور ولز که توانایی صحبت کردن با حیوانات را دارد.
- هری کولت در نقش تامی استابینز: شاگرد دکتر دولیتل
- آنتونیو باندراس در نقش شاه رسولی: پادشاه راهزنان که پدر لیلی و پدرزن دولیتل است.
- مایکل شین در نقش دکتر بلر مودفلی: رقیب دولیتل که تحت تاثیر توانایی‌های دولیتل قرار می‌گیرد.
- جیم برودبنت در نقش لرد توماس بادگلی: یکی از نزدیکان ملکه که او را مسموم می‌کند تا بتواند خودش پادشاه شود.
- جسی باکلی در نقش ملکه ویکتوریا: ملکه انگلستان.
- کارمل لانیادو در نقش خانم رز: دوست ملکه و تامی.
- کاسیا اسموتنیاک در نقش لیلی دولیتل: همسر فقید دولیتل و دختر پادشاه رسولی.
- رالف اینسون در نقش آرنال استابینز: عموی تامی.
- جوانا پیج در نقش بتان استابینز: خاله تامی.

### صداپیشگان
- اما تامپسون در نقش پلینزی: مورد اعتمادترین مشاور دولیتل.
- رامی ملک در نقش چی چی: یک گوریل خجالتی و نجیب.
- جان سینا در نقش یوشی: یک خرس قطبی خوش‌شانس.
- کمیل نانجیانی در نقش پلیمپتون: یک شترمرغ پرسروصدا که همیشه با یوشی بحث میکند.
- اکتاویا اسپنسر در نقش داب-داب: اردکی متوهم.
- تام هالند در نقش جپ: یک سگ باوفا که عینک می‌زند.
- سلنا گومز در نقش بتسی: یک زرافه مهربان.
- ماریون کوتیار در نقش توتو: روباه فرانسوی که دوست بتسی است.
- کریگ رابینسون در نقش کوین: یک سنجاب بدجنس.
- ریف فاینز در نقش باری: یک ببر با دندان‌های نیش طلا.
- جیسون منتزوکس در نقش جیمز: سنجاقکی که به دولیتل کمک می‌کند تا از زندان فرار کند.